# Natan Sharansky
Anatolij Borisovič Ščaranskij (in russo  Анатолий Борисович Щаранский?; Donec'k, 20 gennaio 1948) è un politico, scrittore e matematico sovietico naturalizzato israeliano, più noto con il nome di Natan Sharansky (ebraico: נתן שרנסקי).

## Biografia
Anatolij Borisovič Ščaranskij nacque da una famiglia ebrea e si laureò in matematica applicata all'Istituto di fisica e tecnologia di Mosca. Dopo che nel 1973 gli fu negato il visto di espatrio per Israele per ragioni di sicurezza nazionale, lavorò come interprete di inglese per il famoso fisico e dissidente Andrej Sacharov, divenendo a sua volta attivista per i diritti umani. Sharansky fu anche tra i fondatori oltre che portavoce dell'Helsinki Watch Group di Mosca, un movimento costituito da ebrei e Refusenik, noto anche come gruppo di Jurij Orlov. La richiesta di matrimonio avanzata da Sharansky nel 1974 fu respinta dalle autorità sovietiche. Sposò quindi la moglie Avital con una cerimonia religiosa non riconosciuta dallo Stato, in una sinagoga di Mosca. Hanno due figlie, Rachel ed Hannah.
Nel marzo 1977 fu arrestato e nel luglio dell'anno dopo condannato a 13 anni di lavori forzati per tradimento e spionaggio a favore degli Stati Uniti. Dopo una detenzione di 16 mesi nella prigione di Lefortovo fu trasferito nel gulag siberiano Perm-36 dove rimase nove anni. La sorte di Sharansky e di altri prigionieri politici fu ripetutamente portata all'attenzione pubblica da parte di diplomatici e difensori dei diritti umani occidentali, creando imbarazzo ed irritazione alle autorità sovietiche. Finalmente nel 1986 fu trasferito in Repubblica Democratica Tedesca e a Berlino Ovest attraverso il Ponte di Glienicke in cambio di due spie sovietiche: Karl Koecher e sua moglie Hana. Famoso per la resistenza opposta durante la detenzione, non si smentì neppure in occasione della liberazione: gli venne chiesto di camminare diritto verso la sua libertà e lui avanzò invece zigzagando come ultimo atto di sfida. Sharansky emigrò, quindi, in Israele dove prese il nome proprio ebraico di Natan.
Nel 1986 il Congresso degli Stati Uniti lo premiò con la Medaglia d'onore del Congresso. Nel 1988 Sharansky è stato eletto presidente dello Zionist Forum, un'organizzazione sionista che raccoglie ex dissidenti sovietici. Sharansky ha anche collaborato con il The Jerusalem Report ed è un membro direttivo di Peace Watch. Sharansky è segretario del partito politico Israel Ba-Aliya ("Israele per aliya" o, come gioco di parole, "Israel on the rise") da lui stesso fondato insieme a Yuli Edelstein, un altro dissidente dell'ex Unione Sovietica, nel 1995. Questo partito si propone la promozione dell'assimilazione degli ebrei sovietici nella società israeliana. Presentatosi alle elezioni del 1996 con lo slogan i suoi leader prima vanno in prigione e solo dopo in politica conquistò sette seggi alla Knesset.
Ha ricoperto il ruolo di Vice primo ministro di Israele, Ministro per l'edilizia fino al marzo 2001, Ministro degli interni (dal luglio 1999 fino alle dimissioni date nel luglio 2000), Ministro per l'industria ed il commercio (1996-1999). Da marzo 2003 a maggio 2005 Sharansky è stato membro del gabinetto di Ariel Sharon, nella qualità di Ministro senza portafoglio con delega su Gerusalemme e la Diaspora ebraica.
Si dimise il 2 maggio 2005 per protesta contro il piano del Likud sul ritiro degli insediamenti dalla Striscia di Gaza. Nel 2005 Sharansky ha partecipato a They Chose Freedom, un documentario televisivo in quattro puntate sulla storia del dissenso sovietico.
La rivista Time nel 2005 lo ha elencato all'undicesimo posto della sua lista delle 100 persone più influenti nella categoria "scienziati e pensatori". Attualmente è un esponente di rilievo dello Shalem Center, l'istituto di ricerca di Gerusalemme che pubblica la rivista Azure. Nel 2006 il Presidente statunitense George W. Bush gli assegnò la medaglia presidenziale della libertà. È stato rieletto alla Knesset nel marzo 2006 nelle file del Likud. Nell'ottobre 2006 si diffuse la notizia del suo ritiro dalla politica e il 20 novembre successivo diede le dimissioni dalla Knesset, per dedicarsi agli impegni scientifici. Dal 2009 al 2018 è stato presidente dell'Agenzia ebraica. Sharansky è un noto appartenente allo Shalem Center, del quale è responsabile dell'istituto di studi strategici.

## Opere
Il suo libro The Case For Democracy: The Power of Freedom to Overcome Tyranny and Terror, scritto in collaborazione con Ron Dermer, divenne una lettura obbligata ("must read") ad Embassy Row, l'area che ospita le ambasciate di Washington. Ha moto influenzato anche il presidente degli Stati Uniti George W. Bush ed altri funzionari che poi chiesero ai loro collaboratori di leggere il libro:
Nel libro Sharansky parla della libertà politica come un elemento essenziale per la sicurezza e la prosperità, affermando che ogni popolo ed ogni nazione merita di vivere libera ed in una società democratica. Suggerendo la "verifica della piazza cittadina", Sharansky argomenta che diritti umani, sicurezza e stabilità possono essere conseguiti solo liberando la gente dagli oppressori per farli vivere in società dove ciascuno è libero di esprimere le proprie opinioni. Per questa ragione, conclude, il mondo libero deve insistere sulla strada della promozione della democrazia tra i popoli oppressi, invece di adottare politiche di appeasement (rapporti pacifici) con dittature e fare affari con regimi tirannici.
Sharansky pensa che molte delle sue critiche richiedano una posizione dura verso i palestinesi, argomentando che non ci sarà mai una pace tra Israele e i palestinesi fino a che questi ultimi non avranno liberato la loro società da gruppi terroristici come Hamas e dall'antisemitismo. I suoi critici trovano incompatibile il sionismo di Sharansky con la sua lotta per i diritti umani e la democrazia.
In un'intervista ad Ha'aretz del 2005, ha affermato che

## Scacchi
Da bambino Sharansky era un prodigio degli scacchi, qualità molto valutata nell'Unione Sovietica. Prese parte a manifestazioni in cui giocava bendato o con più avversari, spesso adulti. Ha affermato che, da detenuto in isolamento, giocava partite a scacchi a mente contro sé stesso.
Sharansky, in una manifestazione scacchistica tenutasi in Israele nel 1996, ha battuto il campione Garry Kasparov.